# هاریتویل، ویکتوریا
هاریتویل (به انگلیسی: Harrietville) یک شهرک در استرالیا است که در ویکتوریا (استرالیا) واقع شده‌است.